# Ґустав Геденвінд-Ерікссон
Ґустав Геденвінд-Ерікссон (швед. Gustav Hedenvind-Eriksson 17 травня 1880 — 17 квітня 1967) — шведський письменник, новеліст.

## Біографія
Народився 1880 року у Ємтланді. Літературний дебют відбувся 1910 року з виходом роману «Ur en fallen skog». Згодом видав такі романи, як «Vid Eli vågor» (1914), «Järnets gåta» (1921) та «På friköpt jord» (1930). У його книгах часто простежується досвід автора як лісоруба, копача та моряка та є натхненними з усних переказів, які він чув у дитинстві в далекій землі Ємтланд. 
1959 року отримав премію Доблоуга.